# Howlin' Wolf
Chester Arthur Burnett (født 10. juni 1910 i White Station nær West Point, Mississippi, død 10. januar 1976), bedre kendt som Howlin' Wolf eller andre gange, The Howlin' Wolf, var en amerikansk bluesmusiker og sanger.
Han var en indflydelsesrig bluessanger, sangskriver, guitarist og mundharmonikaspiller. Han var bl.a. kendt for numrene "Spoonful", "Smokestack Lightning", "Killing Floor" og "Backdoor Man".
| Musik | Spire Denne musikartikel er en spire som bør udbygges. Du er velkommen til at hjælpe Wikipedia ved at udvide den. |